# Ancyluris jocularis
Ancyluris jocularis är en fjärilsart som beskrevs av Hans Ferdinand Emil Julius Stichel 1909. Ancyluris jocularis ingår i släktet Ancyluris och familjen Riodinidae. Inga underarter finns listade i Catalogue of Life.